# Chrysopilus cristatus
Espèce
Chrysopilus cristatus est une espèce d'insectes diptères brachycères de la famille des Rhagionidae.
Répandu en Europe, vivant dans des endroits ombragés, on peut rencontrer les adultes de mai à août en France.

## Description
L'imago, long d'environ 7 mm présente une tache foncée sur le bord externe de l'aile, son abdomen terminé en pointe et capable de se recourber sous le corps, est revêtu de poils devenant caducs avec l'âge.

## Biologie
Cet insecte prédateur se tient à l'affut sur la végétation, prêt à s'élancer sur de petites proies passant à sa portée. Sa larve, également prédatrice vit dans des débris végétaux (bois pourri, feuilles mortes moisies).